# اطلاعیه حمله به ساتسوما
اطلاعیه حمله به ساتسوما فهرست جرایم ساتسوما یا توساتسو-هیو (به ژاپنی: 討薩表)، سندی از استیضاح است که در روز سال نو در سال ۱۸۶۸ (سال چهارم کیئو (دوره)) صادر شد و در آن توکوگاوا یوشینوبو قصد خود را برای حمله به قلمرو ساتسوما و آغاز نبرد توبا-فوشیمی (۲۷ ژانویه ۱۸۶۸) اعلام کرد و جنایات طرف قلمرو ساتسوما را برشمرد.

## زمینه
در ۲۵ دسامبر، در غیاب یوشینوبو، شوگون‌سالاری سابق، که توسط قلمرو ساتسوما تحریک شده بود، محل اقامت خاندان ساتسوما در ادو را به آتش کشید و اوضاع را تغییر داد. در ۲۸ دسامبر، گزارشی از این موضوع توسط اومه‌تسوکه (بازرس ارشد)، تاکیگاوا توموتاکا و دیگران به قلعه اوساکا، جایی که یوشینوبو در آنجا بود، آورده شد. نفرت از ساتسوما در میان نیروهای شوگون‌سالاری سابق، آیزو و خاندان کووانا در قلعه به حدی زیاد بود که کنترل آن غیرممکن شد. در نهایت، یوشینوبو تصمیم گرفت با ساتسوما وارد جنگ شود، فهرست جرایم ساتسوما تهیه کرد و از تاکیگاوا توموتاکا خواست که آن را به کیوتو منتقل کند. در ۲ ژانویه سال بعد (۱۸۶۸)، او اوکوچی ماساتادا، یکی از اعضای ارشد شورا، را به عنوان فرمانده کل قوا منصوب کرد و ارتشی شامل سربازانی از خاندان‌های آیزو و کووانا را به سمت کیوتو روانه کرد که منجر به درگیری مسلحانه با سربازان ولایت ساتسوما شد.

## متن کامل
خدمتگزار شما، کیکی، با احترام وقایعی را که از نهم ماه (بازگشت قدرت دولتی به امپراتور ۱۴ ماه دهم قمری ۱۸۶۷ (۹ نوامبر ۱۸۶۷ میلادی)) گذشته رخ داده است، مشاهده می‌کند و متوجه می‌شود که هیچ‌یک از آنها نیت واقعی دربار امپراتوری نیست، بلکه کاملاً نتیجه توطئه ماتسودایرا شوری-نو-تایفو و وزرای شیطانی او است، همان‌طور که برای همه مردم شناخته شده است. به‌طور خاص، اغتشاشات و دزدی‌هایی که در ادو، ناگاساکی، نوشو و ساگامی رخ داده است، کاملاً نتیجه تحریک ملازمان او بوده است که مردم را از سراسر کشور گرفتار کرده‌اند و باعث هرج و مرج در کشور امپراتوری شده‌اند، همان‌طور که در سند پیوست نشان داده شده است. این اعمال مورد نفرت خدایان و انسان‌ها است، بنابراین از شما درخواست می‌کنم که دستور تحویل وزرای شیطانی ذکر شده در بالا را صادر کنید. اگر این مورد پذیرفته نشود، چاره‌ای جز اعدام آنها نخواهم داشت.

## کیفرخواست
1. دستور داده شده بود که پرونده‌های مهم به‌طور کامل بررسی شوند، اما در روز نهم، ناگهان، به بهانه اصلاحات خارق‌العاده، به امپراتور جوان توهین کردید و نظرات شخصی خود را در مورد محل کاخ امپراتوری بیان کردید.
2. وقتی اعلیحضرت هنوز کودک بودند، نایب‌السلطنه را که امپراتور قبلی به شما سپرده بود، برکنار کردید و از ورود او به کاخ امپراتوری جلوگیری کردید.
3. به دلایل شخصی خود، خودسرانه کاخ امپراتوری و دربار را مرعوب کردید.
4. مردم را از حوزه‌های دیگر تحریک کردید و ادعا کردید که نه مون و دیگران از کاخ امپراتوری محافظت می‌کنند و با سربازان به کاخ امپراتوری نزدیک شدند و بی‌احترامی زیادی به دربار امپراتوری نشان دادند.
5. ملازمان با افراد بی‌خانمان صحبت کردند، آنها را در عمارتی جمع کردند و در شهر ادو مرتکب سرقت شدند. ساکای سایمون-نو-جو به عمارت تیراندازی کرد و دردسر ایجاد کرد. علاوه بر این، شواهد روشنی وجود داشت که نشان می‌داد آنها در مکان‌های مختلف نوشو و ساگامی مرتکب آتش‌سوزی و سرقت شده‌اند.[۱]